# Hummersö
Hummersö är en by i Föglö kommun på Åland med 7 invånare (2023). Den ligger vid Bofjärd i den del av kommunen som kallas Västersocken och hör sedan 2006 till Ålands södra skärgårdsförsamling. Tidigare hörde den till Föglö församling.

## Geografi
Hummersö gränsar i norr mot byarna Degerby och Björsboda, i öster mot Kallsö, i söder mot Bråttö och i väster mot Flisö. 
Bebyggelsen ligger på en tidigare ö, Hummersö, som genom landhöjningen har växt ihop med flera av grannbyarna till ett sammanhängande land, på kartan kallat Hummersölandet. Byn omfattar också omgivande vatten med ett mindre antal holmar och skär (se lista längre ner).
Hummersö och övriga Västersocken har förbindelse med resten av Föglö via Gollansbron över Kyrksundet, det sund som skiljer Västersocken från Degerö.

## Bymiljön
När kulturmiljöinventeringen gjordes på 1990-talet bedömdes Hummersö som en av de bäst bevarade bymiljöerna på Åland. Den beskrevs på följande vis:
Bebyggelsen är samlad på västra stranden av Bofjärd i anslutning till vattnet med gårdarna tätt intill varandra, vilket ger byn en ålderdomlig karaktär. Vid stranden har gårdarna sina båthus och sjöbodar. Hummersö uppvisar en enhetlig och välbevarad bebyggelse. I byn finns fem hemman och på samtliga är manbyggnader och äldre uthus bevarade. Miljön störs inte av nybebyggelse som avviker från den äldre. Hummersö är sannolikt den ur byggnadsmiljösynpunkt bäst bevarade byn i landskapet.
Jordbruk kombinerat med fiske var tidigare huvudnäring i byn.
Om höstarna vistades man ute på fiskelägen och fiskade strömming som sedan såldes till Helsingfors. Längre tillbaka, under andra hälften av 1800-talet, hade även seglationen betydelse. Många hade andelar i skutor och flera stora fartyg byggdes i byn, exempelvis barken Albert 1876 i Läringsnäs. Byn hade tidigare även egen midsommarstång. Stången stod på berget invid Mattas sågen.
Utöver de fem bondgårdarna finns också annan bebyggelse av kulturhistoriskt intresse.
- Hummersö missionshus (bönehus) (visa på karta) på ett berg högt ovanför stranden uppfördes på talka och invigdes 1926. Numera privatägt.

- Viktorias (visa på karta) är ett före detta torpställe på berget ett stycke om väster missionshuset. En liten enkelstuga med flera intressanta snickeridetaljer som tandad list utmed takfoten och profilerade foderbräden runt fönstren.

- Andelshandeln (visa på karta) på ett berg invid stranden. Butiken är nedlagd sedan början av 1970-talet. Numera fungerar byggnaden som konstnären Kjell Ekströms galleri.

- Skolan (visa på karta) öster i byn ovanför landsvägen byggdes 1912. På 1930-talet var omkring femtio elever inskrivna. Exteriören mot vägen är ursprunglig. Skolan drogs in på 1970-talet.[4] Den användes sedan en tid som fabrikslokal av plastföretaget Plasto, varefter modellbyggaren Viktor Andersson inredde sin ateljé i skolhuset och verkade där fram till sina död 1991.

## Kulturcentrum
Hummersö har under 2000-talet utvecklats till något av ett kulturcentrum i Föglö.
- Galleri Berghäll. Sedan sommaren 2005 driver konstnären Kjell Ekström ett sommargalleri i den gamla andelshandeln. Vid sidan av sin egen konst och litterära produktion har genom åren många inbjudna konstnärer ställt ut i Galleri Berghäll. Bland de mer namnkunniga finns Lembit Sarapuu från Estland och batikkonstnären Kerstin Wahlbeck från Madrid (och med rötter i Stentorpa).

- Museigården Mattsmårs. Då bondgården Mattsmårs styckades och såldes 2009 bildades en förening för att rädda gårdstomten med byggnader. Föreningen fick även köpa gårdens lösöre. Mattsmårs har öppet sommartid. I museigården ses spåren av utvecklingen från självhushållets tidevarv till det moderna konsumtionssamhället. Interiören har bevarats på det sätt som den såg ut medan de sista invånarna bodde där. 1900-talets olika decennier ger avtryck. Tjock-TV:n och kassettbandspelaren samsas med äldre bruksföremål och möbler. Ett besök på Mattsmårs är som kliva in i ett lantligt hem på 1970-talet. Byggnaderna renoveras fortgående. I ladan har ett utställningsutrymme iordningställs som även används för marknader, teater och liknande sammankomster. Vid Mattsmårs ordnas årligen firandet av självstyrelsedagen och jul- och påskträffar där särskilt aktiviteter för barn står på programmet.

- Näsets skogsstig. Invid Galleri Berghäll har på privat initiativ en vandringsled ställts i ordning genom ett orört skogsområde. Näsets skogsstig är cirka 2 km lång. Vid stigens början ligger den kapelliknande bokpaviljongen La Biblioteca Senza Frontiere. Konstnären Kjell Ekström har formgivit byggnaden som innehåller en växande samling med böcker på olika språk. Där finns även en bokholk för lässugna.

- Mattsas visthus. Invid Mattsmårs i gården Mattsas visthus (härbre) arrangeras varje sommar konstutställningar. Bakom satsningen står syskonen Andreas och Susanne Ehres som är bördiga från Mattsas, men numera bosatta i Sverige respektive Norge.[6]

## Historia
Liksom resten av Ålands skärgård befolkades Hummersö under medeltiden. Urbyn i västra Föglö har uppenbarligen varit Björsboda. Från den har sedan Hummersö och grannbyn Kallsö etablerats och slutligen också de mer perifera och mindre Bråttö och Flisö.
Flera förklaringar till ortnamnet Hummersö har lagts fram. Förleden återgår säkerligen på ett personnamn, sannolikt Holmbiorn (Holmbjörn), som enligt Sveriges medeltida personnamn är känt särskilt från Uppland och Mälardalen. Ett Holmbiornsö har förenklats till Hombersö som med tiden förändrats till Hummersö. De äldre skrivningarna innehåller alltid ett b, exempelvis Hwmbersszö (1537) och Hombersöö (1544), säkert en rest av b:et i -björn.

### 1500- och 1600-talet
Första gången Hummersö omtalas i de historiska källorna är i 1537 års skattelängd. Då fanns sex bönder i byn: Per Nilsson, Kristin, Per Engelbrektsson, Jeppe Eriksson, Jöns Övidsson och Jeppe Övidsson. Senare, från 1540-talet, nämns vanligtvis fem bönder.
Liksom i resten av Föglö inträffade en svår period i byn från slutet av 1590-talet till omkring 1620. Ödelängderna visar att alla Hummersögårdarna utom Västergård tidvis låg obrukade. Från 1620-talet infinner sig en större stabilitet, alla gårdar brukas i princip kontinuerligt. Emellanåt hände ändå att en bonde inte klarade att betala pålagorna och måste lämna sin gård. Exempelvis berättar domboken den 6 mars 1658 att Sigfrid Olofsson från Lemböte i Lemland ville ta över Mellangård (Mattsmårs) som hade legat öde något år. Brukarna hade kommit och gått och ingen hade skött gården särskilt väl. Husen och gärdsgårdarna var förfallna, dikena igengrodda och skogen uthuggen. Sigfrid Olofsson däremot lyckades få gården på fötter och hans efterkommande blev kvar till slutet av 1890-talet.

### 1700-talet
Stora ofreden – Karl XII:s krig mot Ryssland i början av 1700-talet – blev en hård tid för ålänningarna. Befolkningen tvingades på flykt till Sverige. Flertalet var borta från sensommaren 1714 till våren 1722. Många som flydde kom aldrig att återse hembygden. I Hummersö återvände familjerna på tre av gårdarna (Västergård, Östergård och Mellangård), medan familjerna på Södergård och Norrgård inte kom tillbaka.
Av ett tingsprotokoll från den 1 mars 1725 framgår att byn efter kriget byggdes upp på en ny plats. Protokollet berättar att Hummersö hade blivit ”avbränt” under kriget, varefter ”grannarna tomtstället på annat rum begynt bygga”, det vill säga de hade börjat uppföra sina gårdar på en annan plats.  Byn hade blivit mer eller mindre totalförstörd under kriget. Det framgår också av att alla gårdar i Hummersö efter kriget beviljades skattefrihet i så mycket som nio år för att kunna återuppbyggas.
Den första kartan över Hummersö, upprättad 1773 av lantmätaren Carl Niclas Biörckbom, ger upplysningar om byns gamla läge. På kartan finns byn på sin nuvarande plats, längst in i Byviken (en del av Bofjärd), med fem bondgårdar och fyra väderkvarnar. Men en dryg halvkilometer åt nordost finns en äng Byrummet utritad. Namnet kan inte tolkas på annat sätt än som byns gamla plats. Åkern nedanför ängen kallades dessutom för Byåkern. Anledningen till att bönderna valde att flytta gårdarna var helt säkert landhöjningen som hade gjort att byn kommit allt längre från sjön samtidigt som delar av den gamla sjöbottnen hade kunnat odlas upp till åkermark. Därför gick det att flytta byn närmare sjön utan att samtidigt komma besvärande långt bort från åkrarna.
I anslutning till 1773 års karta beskriver lantmätare Biörckbom villkoren för bönderna i Hummersö. Skogen och utmarken var, noterar han, överallt bergig. Tall och gran dominerade och en del lövskog fanns också. Betet på utmarken var ”ganska ringa och uselt”, men byns många holmar gav i gengäld en del bete åt getterna och fåren. Ett par av gårdarna (Västergård och Östergård) höll sig med humlegårdar, men avkastningen från dem var ”ringa”. Fisket var en viktig inkomstkälla för bönderna. De drog strömmingsnot mot västra ändan av Långholmen, vilket förutom husbehovsfisk årligen gav 2 à 3 tunnor till avsalu åt vardera bonde. Om vårarna drogs också not efter fjällfisk. Slutligen noterar lantmätaren att bönderna sålde strömming samt lite ost och kreatur – här ser vi att fisket och boskapen fortfarande var mycket viktiga – och på så vis fick penninginkomster. Pengarna användes till att betala kronoutlagorna (skatterna) och även köpa sådant som krävdes för ”hemmanens vidmakthållande” (dit hörde exempelvis salt).
Tre av gårdarna i Hummersö (nr 1 Södergård, nr 4 Mellangård och nr 5 Norrgård) var från 1700-talet lotshemman, bönderna var ålagda att också tjänstgöra som lotsar vid närbelägna Flisöbergs lotsplats i Flisö. I gengäld var de befriade från vissa skatter och skyldigheter. Lotsar hade funnits i byn redan på 1630-talet. I skattelängderna är bonden Mats Svensson på Södergård då noterad som ”styrman” (lots), för vilket han också åtnjöt vissa skattelättnader.

### Befolkningsutveckling
| Befolkningsutvecklingen i Hummersö 1970–2020 | Befolkningsutvecklingen i Hummersö 1970–2020 | Befolkningsutvecklingen i Hummersö 1970–2020 | Befolkningsutvecklingen i Hummersö 1970–2020 | Befolkningsutvecklingen i Hummersö 1970–2020 |
| -------------------------------------------- | -------------------------------------------- | -------------------------------------------- | -------------------------------------------- | -------------------------------------------- |
|                                              |                                              |                                              |                                              |                                              |
| År                                           |                                              |                                              | Folkmängd                                    |                                              |
| 1970                                         | 1970                                         |                                              | 50                                           |                                              |
| 1980                                         | 1980                                         |                                              | 28                                           |                                              |
| 1990                                         | 1990                                         |                                              | 22                                           |                                              |
| 2000                                         | 2000                                         |                                              | 16                                           |                                              |
| 2010                                         | 2010                                         |                                              | 12                                           |                                              |
| 2020                                         | 2020                                         |                                              | 7                                            |                                              |
|                                              |                                              |                                              |                                              |                                              |

## Hemmanen
Sedan 1500-talet har det funnits fem hemman i Hummersö. De var först olika stora (91, 91, 96, 108 och 110 jordmark), men gjordes omkring 1630 lika stora (113 jordmark vardera). När de senare på 1600-talet åsattes mantalsvärde blev de taxerade till 1/2 mantal vardera, vilket på 1700-talet förmedlades till 3/8 mantal. I jordeböckerna ges hemmanen omkring 1730 nummer (1–5). Från 1830 är de också noterade med namn. 
- 1, Södergård, ett skattehemman, blev under första halvan av 1600-talet ett kronohemman på grund av obetalda skatter och köptes åter till skatte 1874. Lotshemman på 1700- och 1800-talen. Gården kallas i folkmun Mattas, sannolikt efter bonden Mats Henriksson (1708–1758).[11]
- 2, Västergård, ett skattehemman. Gården kallas i folkmun Johans, sannolikt efter bonden Johan Eriksson (1707–1778).[12]
- 3, Östergård, ett skattehemman, blev i mitten på 1600-talet ett kronohemman på grund av obetalda skatter och köptes åter till skatte 1860. Gården kallas i folkmun Grannas, vilket stämmer bättre med placeringen i byn än Östergård. Grannas har samma innebörd som Mellangård.[13]
- 4, Mellangård, ett skattehemman, blev i mitten på 1600-talet ett kronohemman på grund av obetalda skatter och köptes åter till skatte 1863. Lotshemman på 1700- och 1800-talen. Gården kallas i folkmun Mattsmårs efter bonden Mats Mårtensson (1732–1809).[14]
- 5, Norrgård, ett skattehemman, blev under första halvan av 1600-talet ett kronohemman på grund av obetalda skatter och köptes åter till skatte 1874. Lotshemman på 1700- och 1800-talen. Gården har namn efter läget i byn.[11]

## Holmar och skär
För att ligga i Föglö har byn Hummersö ganska få holmar och skär inom sina gränser. Ett par kan nämnas, bägge obebyggda:
- Långholm (visa på karta), 18,4 hektar, största längd 700 meter.
- Husholm (visa på karta), 4,9 hektar, största längd 400 meter.